# Мейендорф, Николай Егорович
Барон Николай Егорович Мейендорф (1835—1906) — участник Русско-турецкой войны 1877—1878 годов, начальник 13-й кавалерийской дивизии, генерал от кавалерии.

## Биография

### Происхождение
Николай Егорович Мейендорф родился 11 июня 1835 года и принадлежал к древнему прибалтийскому дворянскому роду Мейендорф, давшему большое число видных военных и государственных деятелей Российской империи. Его отец барон Егор Фёдорович Мейендорф занимал выдающееся служебное положение, являясь генералом от кавалерии, генерал-адъютантом, обер-шталмейстером, президентом Придворной конюшенной конторы и кавалером ордена Святого Андрея Первозванного.
Видное место на военной службе занимали три брата Николая Егоровича: Феофил (Богдан) был генералом от кавалерии, генерал-адъютантом, командиром 1-го армейского корпуса, а затем состоящим при Особе императора Николая II, Александр — генерал-лейтенантом, генерал-адъютантом, командующим Собственным Его Императорского Величества Конвоем, Фёдор — генерал-лейтенантом, комендантом Императорской Главной квартиры и почётным опекуном.

### Служба
Получив образование в Пажеском корпусе, Мейендорф 13 августа 1853 года был выпущен из камер-пажей с чином корнета в лейб-гвардии Конный полк (которым в своё время командовал его отец).
Во время Крымской войны 1853 — 1856 годов участвовал в кампаниях 1854 и 1855 годов. 30 августа 1858 года  произведён в поручики, 23 апреля 1861 года — в штабс-ротмистры, 19 апреля 1864 года — в ротмистры (со старшинством с 17 апреля 1862 года). С 8 мая 1861 года в течение двух лет был мировым посредником в Дмитровском уезде Курской губернии, с 24 октября 1864 года по 30 августа 1866 года командовал резервным эскадроном лейб-гвардии Конного полка и 27 марта 1866 года получил чин полковника, с 18 ноября 1866 года был командиром эскадрона Его Величества, с 19 мая 1867 года — командиром 2-го дивизиона и с 14 октября 1868 года — помощником командира лейб-гвардии Конного полка.
16 апреля 1867 года полковник Мейендорф был назначен флигель-адъютантом императора Александра II. С 20 августа 1869 года по 22 января 1874 года командовал 14-м драгунским Малороссийским полком, затем состоял в Свите без определённой должности, а 17 октября с производством в генерал-майоры Свиты был назначен командиром 1-й бригады 4-й кавалерийской дивизии и в этой должности принял участие в Русско-турецкой войне 1877 — 1878 годов, за отличие в боях удостоившись 17 декабря 1877 года награждения золотым оружием с надписью "За храбрость".
10 августа 1885 года Мейендорф был перемещён на должность командира 2-й бригады 9-й кавалерийской дивизии, а 23 ноября 1886 года назначен командующим 13-й кавалерийской дивизией. 30 августа 1887 года произведён в генерал-лейтенанты с утверждением в должности начальника дивизии. 13-й кавалерийской дивизией Мейендорф командовал в течение почти 11 лет, а 25 апреля 1897 года был уволен от должности с назначением состоять в распоряжении военного министра.
6 января 1902 года Мейендорф был произведён в генералы от кавалерии с увольнением от службы с мундиром и пенсией. Четыре года спустя, 12 января 1906 года, он скончался в городе По (Франция) в возрасте 70 лет.

## Семья
Мейендорф был женат (с 12 января 1864 года) на Александре Николаевне Протасовой (24 октября 1842 — 1922), дочери генерал-майора в отставке Николая Яковлевича Протасова, и от этого брака имел 2 детей.

## Награды
За свою службу барон Мейендорф был награждён многими российскими и иностранными орденами, в их числе:
- Орден Святой Анны 3-й степени (1865 год)
- Орден Святого Станислава 2-й степени с Императорской короной (1869 год)
- Орден Святой Анны 2-й степени (1872 год)
- Орден Святого Владимира 3-й степени (1876 год)
- Золотое оружие с надписью "За храбрость" (1877 год)
- Орден Святого Станислава 1-й степени с мечами (1878 год)
- Орден Святой Анны 1-й степени (1882 год)
- Орден Святого Владимира 2-й степени (1890 год)
- Орден Белого орла (1896 год)

Иностранные:
- Прусский орден Короны 2-й степени (1872 год)
- Мекленбург-Шверинский орден Вендской короны 2-й степени (1874 год)
- Гессенский командорский крест ордена Филиппа Великодушного (1877 год)
- Румынская медаль «За военную доблесть» (1878 год)